# AblaZ

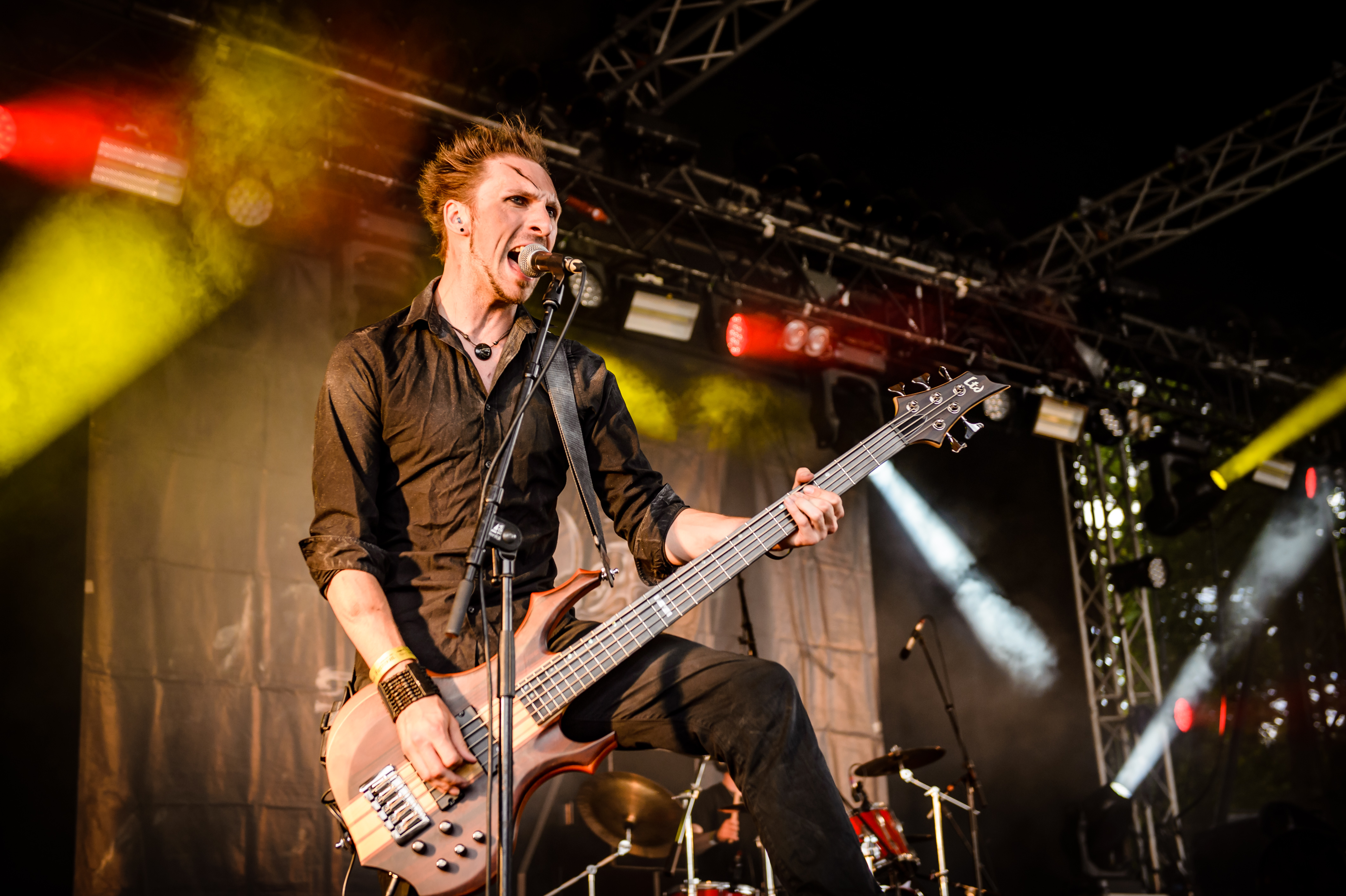
Ablaz mit Stahlmann auf dem Amphi Festival

AblaZ (* 9. August 1988 in Werdohl) ist ein deutscher Rock- und Metal-Musiker.
Aktuell ist er aktiv in den Bands Nachtblut und Sündenklang.

## Musikalische Karriere

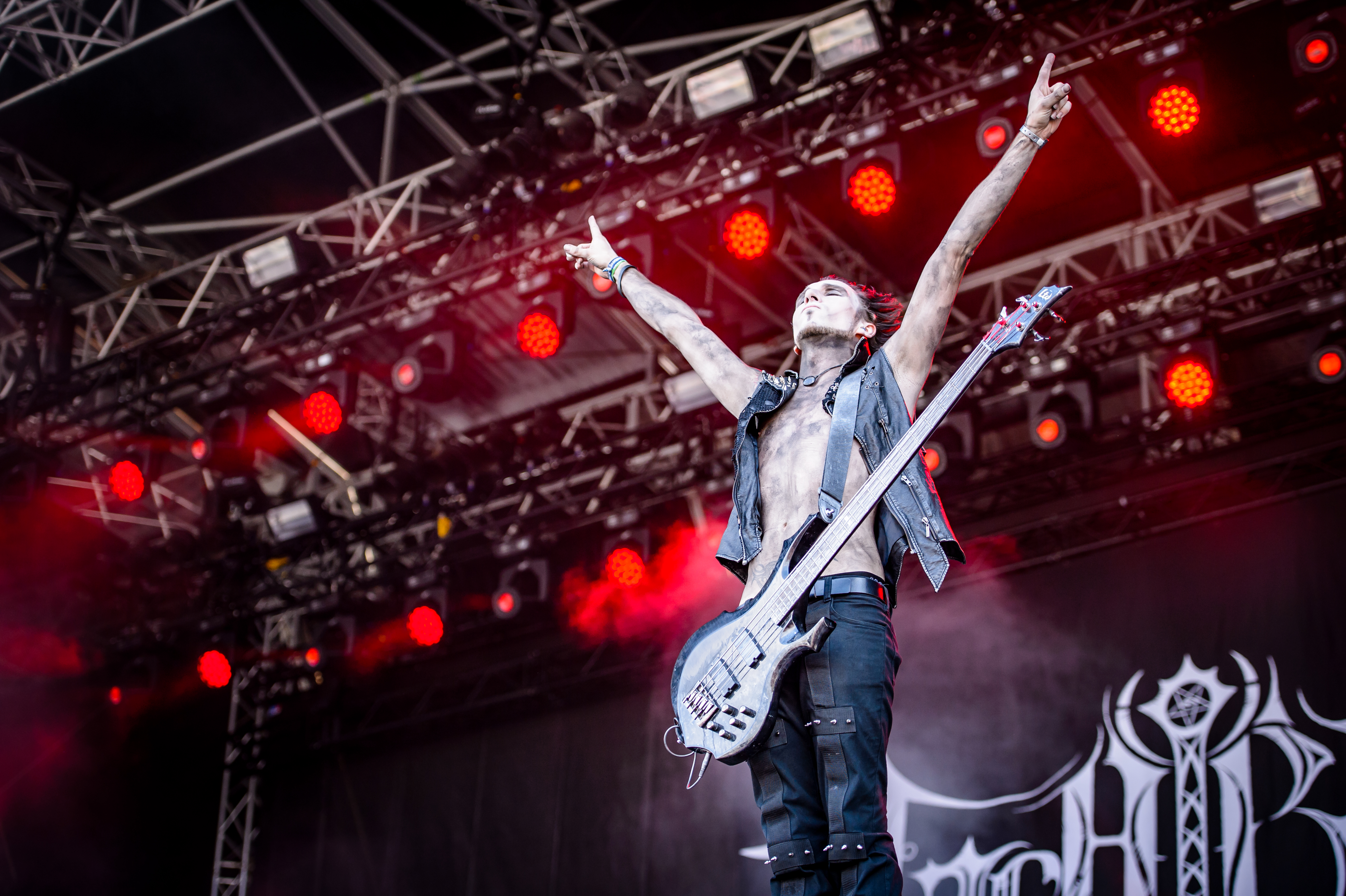
Ablaz mit Nachtblut auf dem Rock Harz Festival 2017

Seine musikalische Karriere begann AblaZ 2002 als Gitarrist und Frontman der Rockband TacituS. 2003 trennten sich die Wege und AblaZ stieg als Gitarrist der Hardcore-Band Face the Truth ein. Jedoch verließ er noch im selben Jahr die Band, um sein eigenes Projekt Fearload zu gründen. Das Songwriting bei Fearload übernahm AblaZ bis auf die Drums komplett und spielte neben seinem Hauptinstrument, der Gitarre, auch noch den Bass und sang die zweiten Vocals ein.
2006 stieg AblaZ zusätzlich als Bassist der Band Sariola ein, entschied sich jedoch 2012 aus Zeitmangel dazu, die Band zu verlassen.
2007 widmete sich AblaZ mehreren Black-Metal-Bands als Sessionmusiker und tourte mehrere Wochen lang quer durch Europa. Im weiteren Verlauf des Jahres stieß AblaZ als Gitarrist noch der Band Gods Army bei, mit welcher er die LP From Ashes to Light einspielte.
Im Sommer 2010 half AblaZ als Bassist bei der Ex-Cradle-of-Filth Sängerin Sarah Jezebel Deva aus. Nach der UK- und EU-Tour trat AblaZ als fester Bassist bei Deva ein. Das zweite Studioalbum The Corruption of Mercy, bei welchem AblaZ erstmals auch am Songwriting beteiligt war, erschien im Juni 2011 in Europa und im September 2011 in den USA und Kanada.
Ende 2011 stieg AblaZ als Live-Bassist bei der Neue-Deutsche-Härte-Band Stahlmann ein, zwei Jahre später trat er dem Nebenprojekt Sündenklang des Stahlmann-Sängers Martin Soer bei.
Seit Sommer 2016 übernahm er ebenfalls die frei gewordene Stelle das Bassisten für die Dark-Metal Band Nachtblut. Mit Nachtblut folgten nach einer Deutschland-Tour die allerersten Auftritte in China.
Im Oktober 2017 wurde das 5. Studioalbum von Nachtblut mit dem Namen Apostasie veröffentlicht. Dies war der erste Charteinstieg für Nachtblut mit dem 41. Platz in den deutschen Albumcharts.

## Pseudonym
AblaZ lehnt sich an die deutsche Übertragung des englischen Wortes ablaze an und bedeutet so viel wie „entflammt“, „in etwas, was man tut, aufzugehen“.

## Mode
Im Jahre 2009 wurde eine Modecollection von Folks – Dark & Heavy Clothing mit seinem Namen herausgebracht.
Des Weiteren stand AblaZ Model für diverse Modelabels, u. a. für „Aderlass“, „Mode Wichtig“ und „Minerva“.

## Diskografie

### Sarah Jezebel Deva
- The Corruption of Mercy (CD, 2011)
- Malediciton (EP, 2012)

### Fearload
- Genesis LP (CD, 2002)
- Genesis Special Edition Box (CD-Box, 2007)

### Sariola
- The Sphere of Thousand Sunsets (CD, 2006)

### Gods Army
- Fifteen - Aderlass Compilation Vol. 7 (CD, 2010)

### Stahlmann
- Quecksilber (2012)
- Adamant (2013)
- CO2 (2015)
- Bastard (2017)

### Sündenklang
- Tränenreich (2014)

### Nachtblut
- Apostasie (2017)
- Vanitas (2020)